# Мекінак (округ)
Шаблон:StateAbbr_ 46°01′ пн. ш. 85°01′ зх. д. / 46.01° пн. ш. 85.01° зх. д.
Округ  Мекінак (англ. Mackinac County) — округ (графство) у штаті Мічиган, США. Ідентифікатор округу 26097.

## Історія
Округ утворений 1818 року.

## Демографія
За даними перепису 
2000 року 
загальне населення округу становило 11943 осіб, зокрема міського населення було 2801, а сільського — 9142.
Серед мешканців округу чоловіків було 5963, а жінок — 5980. В окрузі було 5067 домогосподарств, 3408 родин, які мешкали в 9413 будинках.
Середній розмір родини становив 2,81.
Віковий розподіл населення поданий у таблиці:
| Стать    | До 15 років | 15-21 | 22-29 | 30-39 | 40-49 | 50-65 | 65-85 | Понад 85 |
| -------- | ----------- | ----- | ----- | ----- | ----- | ----- | ----- | -------- |
| Чоловіки | 1125        | 488   | 450   | 752   | 928   | 1219  | 920   | 81       |
| Жінки    | 1039        | 427   | 412   | 772   | 952   | 1201  | 1030  | 147      |

## Суміжні округи
- Чиппева — північний схід
- Преск-Айл — південний схід
- Чебойган — південь
- Еммет — південь
- Шарлевуа — південний захід
- Скулкрафт — захід
- Люс — північний захід

## Виноски
1. ↑  U.S. Decennial Census. United States Census Bureau. Архів оригіналу за 19 липня 2018. Процитовано 27 вересня 2014.
2. ↑  Historical Census Browser. University of Virginia Library. Архів оригіналу за 11 серпня 2012. Процитовано 27 вересня 2014.
3. ↑  Population of Counties by Decennial Census: 1900 to 1990. United States Census Bureau. Архів оригіналу за 15 лютого 2015. Процитовано 27 вересня 2014.
4. ↑  Census 2000 PHC-T-4. Ranking Tables for Counties: 1990 and 2000 (PDF). United States Census Bureau. Архів оригіналу (PDF) за 18 грудня 2014. Процитовано 27 вересня 2014.
5. ↑  State & County QuickFacts. United States Census Bureau. Архів оригіналу за 6 червня 2011. Процитовано 28 серпня 2013.(англ.) Наведено за англійською вікіпедією.
6. ↑  American FactFinder. Бюро перепису населення США. Архів оригіналу за 26 лютого 2012. Процитовано 31 січня 2008.

| США | Це незавершена стаття з географії США. Ви можете допомогти проєкту, виправивши або дописавши її. |